# Mastrils
Mastrils est une localité et une ancienne commune suisse du canton des Grisons, située dans la région de Landquart.

## Histoire
Au 1er janvier 2012, elle a fusionné avec Igis pour former la nouvelle commune de Landquart.